# Беннетт, Энид
Э́нид Бе́ннетт (англ. Enid Bennett; 15 июля 1893, Йорк, Западная Австралия — 14 мая 1969, Малибу, Калифорния) — австралийско-американская киноактриса, снимавшаяся преимущественно в немых фильмах США.

## Биография
Энид Юлейли Беннетт родилась 15 июля 1893 года в городке Йорк (Западная Австралия). Мать — Нелли Мэри Луиза (в девичестве — Уокер), отец — Фрэнк Беннетт (ум. 1898; директор Гилфордской гимназии). Старший брат — Фрэнсис Реджинальд (1891—1917; погиб под Ипром во время Первой мировой войны), младшая сестра — Марджори (1896—1982), которая тоже иммигрировала в США и тоже стала успешной актрисой кино и телевидения. В октябре 1898 года Фрэнк Беннетт, страдая от депрессии, утопился в реке, и уже в следующем году Нелли Мэри Луиза вышла замуж за нового директора той же школы, Александра Гиллеспая. От второго брака матери у Энид появилась единоутробная сестра Катерина (1901—1978, была малоизвестной киноактрисой в 1923—1925 годах) и единоутробный брат Александр (1903—1977). Новый брак продолжался недолго: в 1903 году Гиллеспай умер, и мать одна поднимала пятерых своих детей, работая школьной экономкой.
Повзрослев, Энид посещала курсы актёрского мастерства и дикции Лайонелла Лога в Перте. В 1910 году Энид начала гастролировать по стране с маленьким передвижным театром, в 1912 году вступила в труппу Фреда Нибло (шесть лет спустя он стал её мужем) и его жены Джозефины Коэн. В это время её семья перебралась в Сидней.
В 1915 году руководитель труппы Беннетт, театральный менеджер Дж. К. Уильямсон, принял решение начать снимать короткометражные фильмы по самым успешным постановкам их маленького театра. Нибло стал режиссёром, а члены труппы — актёрами. Таким образом, кинокарьера Беннетт началась в 1916 году с лент «Разбогатей-Быстро Уоллингфорд» и «Офицер 666» — это стали два её единственных австралийских фильма, далее она снималась только в картинах производства США.
В июне 1915 года Беннетт отправилась в США с Нибло и его женой, и уже в конце того же года она появилась на Бродвее в постановке Cock o' the Walk в театре Джорджа Коэна (родственника Джозефины Коэн). Беннетт начала сниматься в кинофильмах США, и вскоре была замечена известным режиссёром и продюсером Томасом Инсом, который взял её на работу к себе в киностудию Triangle Film Corporation. С 1918 по 1921 год Беннетт снялась в 23 фильмах этой студии, снискав большую популярность среди зрителей и положительные отзывы кинокритиков. В 1922 году Беннет снялась в трёх фильмах, один из которых стал самым значимым в её карьере — «Робин Гуд», где она исполнила роль Девы Мэриан, играя в паре со «звездой», Дугласом Фэрбенксом.

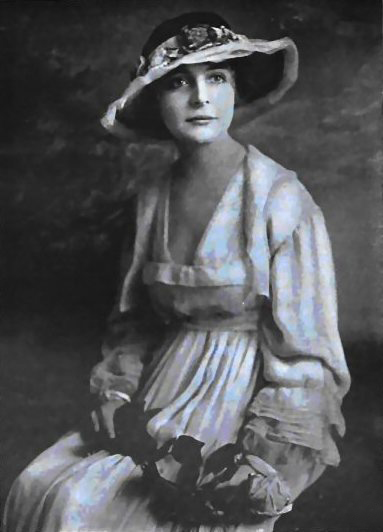
Фото ок. 1920 г.

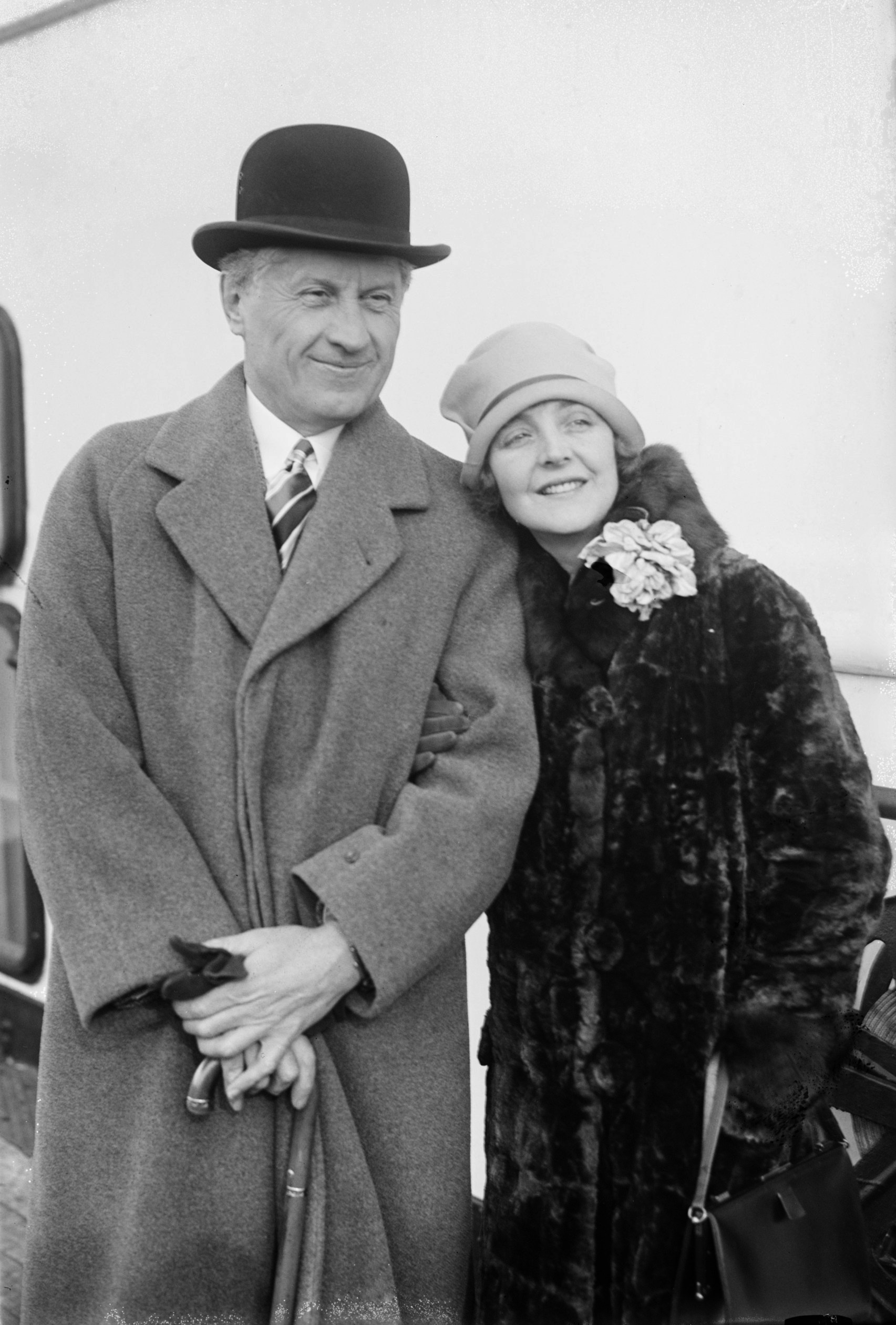
Беннетт с мужем Фредом Нибло, 1926 год

С 1923 года карьера Энид Беннетт пошла на спад, её стали приглашать на роли заметно реже. В 1932 году свою режиссёрскую карьеру окончил её муж, Фред Нибло, и уговорил покончить с кинематографом и жену. Энид согласилась, хотя в 1939—1941 годах снялась ещё в четырёх фильмах, в том числе, в одном без указания в титрах.
К середине 1920-х годов, вслед за Энид и Марджори, в США перебралась и их мать с двумя оставшимися детьми: Катериной и Александром. Последний в 1934 году женился на известной актрисе Франсис Ли и прожил с ней в браке 43 года до самой своей смерти.
После смерти мужа в 1948 году бывшая киноактриса переехала в «город звёзд» Малибу, где в 1963 году вступила во второй брак, и прожила остаток жизни. Энид Беннетт скончалась 14 мая 1969 года, не дожив двух месяцев до своего 76-го дня рождения. Похоронена на кладбище Форест-Лаун в Глендейле.

### Личная жизнь
2 марта 1918 года Энид вышла замуж за актёра, режиссёра и продюсера Фреда Нибло. Ей было 24 года, ему — 44. У пары было трое детей: Лорис (1922 — ?), Питер (1922 — ?) и Джудит (1928 — ?). Энид и Фред, несмотря на разницу в возрасте, прожили вместе больше 30 лет до самой смерти мужа в ноябре 1948 года.

20 июня 1963 года 69-летняя Энид вышла замуж второй раз. Её избранником стал режиссёр и продюсер Сидни Франклин (1893—1972). Пара прожила вместе почти шесть лет до самой смерти актрисы.

## Избранная фильмография
- 1916 — Разбогатей-Быстро Уоллингфорд[англ.] / Get-Rich-Quick Wallingford — Фэнни
- 1916 — Офицер 666[англ.] / Officer 666 — Хелен Бёртон
- 1917 — Счастье[англ.] / Happiness — Дорис Уингейт
- 1918 — Ключи от праведности[англ.] / Keys of the Righteous — Мэри Мэннинг
- 1918 — Ухаживание в пустыне[англ.] / A Desert Wooing — Эвайс Беретон
- 1918 — Свадебное кольцо[англ.] / The Marriage Ring — Энн Мертонс
- 1918 — Когда мы будем есть?[англ.] / When Do We Eat? — Нора
- 1918 — Пух и перья[англ.] / Fuss and Feathers — Сьюзи Болдуин
- 1919 — Счастливы, хотя женаты[англ.] / Happy Though Married — Миллисент Ли
- 1919 — Закон мужчин[англ.] / The Law of Men — Лора Дэйн
- 1919 — Спальня с привидениями[англ.] / The Haunted Bedroom — Бетси Торн
- 1919 — Виртуозный вор[англ.] / The Virtuous Thief — Ширли Эрмитейдж
- 1919 — Сценический дебют[англ.] / Stepping Out — миссис Роберт Хиллари
- 1919 — Что изучает каждая женщина[англ.] / What Every Woman Learns — Эми Фортескью
- 1920 — Женщина в чемодане[англ.] / The Woman in the Suitcase — Мэри Морленд
- 1920 — Фальшивая дорога[англ.] / The False Road — Бетти Палмер
- 1920 — Шпильки для волос[англ.] / Hairpins — Мюриэль Россмор
- 1920 — Друг её мужа[англ.] / Her Husband's Friend — Джудит Уэстовер
- 1920 — Шёлковый трикотаж[англ.] / Silk Hosiery — Марджори Боуэн
- 1922 — Робин Гуд / Robin Hood — леди Мэриан Фитцуолтер
- 1923 — Странники в ночи[англ.] / Strangers of the Night — Поппи Фэйр
- 1923 — Плохой человек[англ.] / The Bad Man — миссис Морган Пелл
- 1923 — Ухаживания Майлса Стэндиша[англ.] / The Courtship of Miles Standish — Присцилла Малленс[англ.]
- 1924 — Морской ястреб / The Sea Hawk — леди Розамунда Годольфин
- 1924 — Рыжая Лили[англ.] / The Red Lily — Мариз Ла Нуэ
- 1927 — Флаг: История, вдохновлённая традицией Бетси Росс[англ.] / The Flag: A Story Inspired by the Tradition of Betsy Ross — Бетси Росс, швея (к/м)
- 1931 — Скиппи / Skippy — миссис Эллен Скиннер
- 1931 — Мост Ватерлоо[англ.] / Waterloo Bridge — миссис Уэтерби
- 1931 — Суки[англ.] / Sooky — миссис Эллен Скиннер
- 1939 — Интермеццо / Intermezzo — Грета Стенборг
- 1940 — Играйте, музыканты[англ.] / Strike Up the Band — миссис Морган
- 1941 — Большой магазин[англ.] / The Big Store — клерк (в титрах не указана)

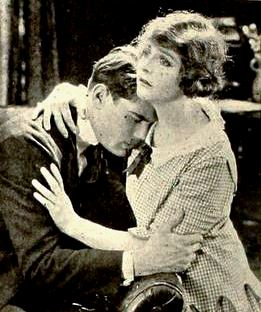
С Ллойдом Хьюзом в фильме «Виртуозный вор[англ.]» (1919)
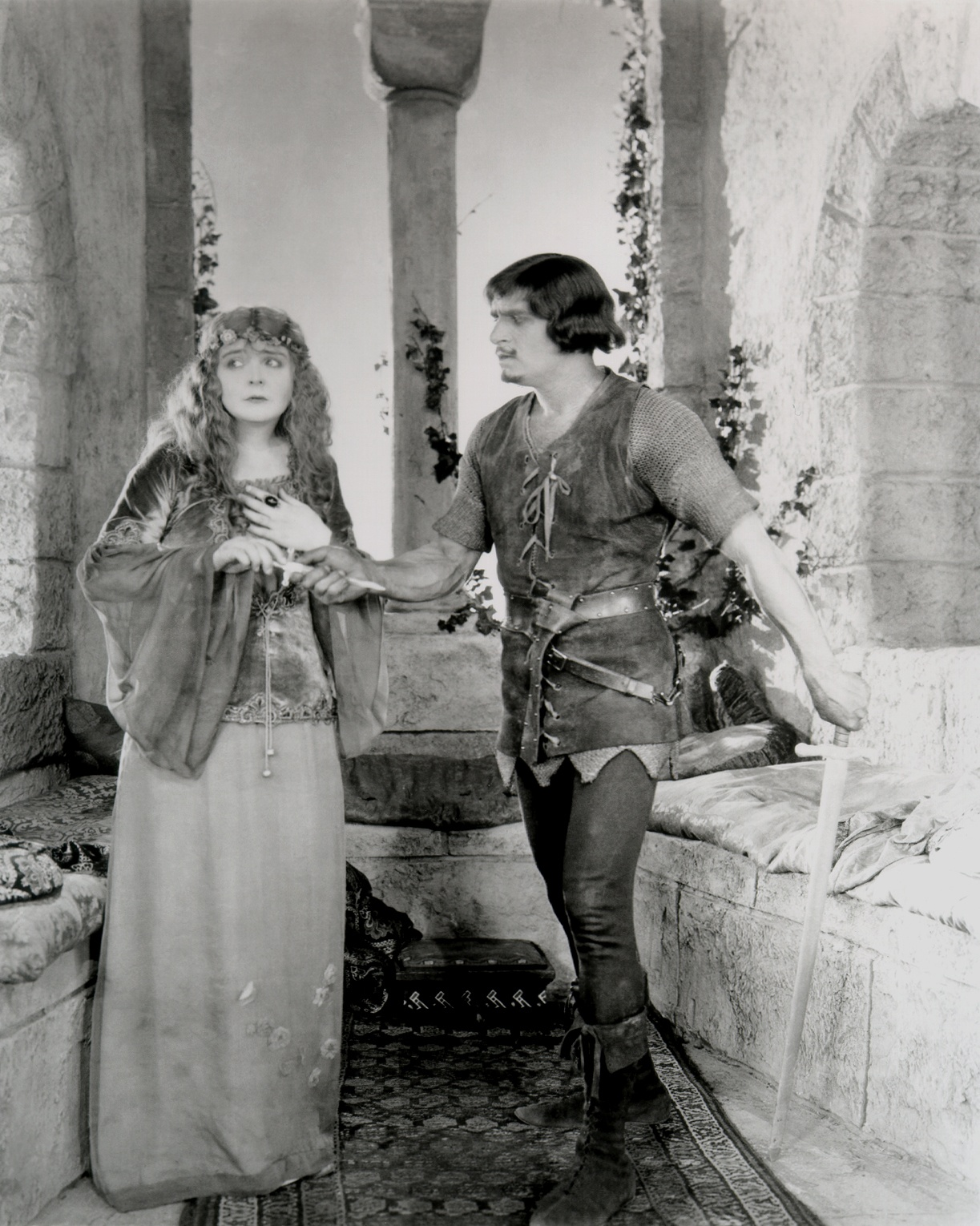
С Дугласом Фэрбенксом в фильме «Робин Гуд» (1922)